# Hotel Transylvania 2
Hotel Transylvania 2 (Nederlandse titel: Hotel Transsylvanië 2) is een Amerikaanse fantasy-komedie uitgegeven in 2015. De film is een animatiefilm en ook uitgegeven in 3D.
De film is de opvolger van de animatiefilm Hotel Transylvania uit 2012 en net als zijn voorganger een eerbetoon aan de Universal Monsters-franchise. De film is geregisseerd door Genndy Tartakovsky. Engelstalige stemmen worden ingesproken door Adam Sandler, Andy Samberg, Selena Gomez, Kevin James, Steve Buscemi, David Spade, Fran Drescher, Molly Shannon en Mel Brooks.

## Verhaal
Na enkele jaren rond te hebben getrokken keren Mavis Dracula en haar mensenvriend Jonathan (Johnny) terug naar het hotel van Mavis' vader, Graaf Dracula, voor een groots evenement: Mavis en Johnny gaan trouwen! Voor het eerst zijn mensen ook welkom in het hotel en, aansluitend hierop, wordt het monsterhotel inmiddels ook opengesteld voor menselijke gasten, waarbij Johnny in dienst treedt als liason tussen de monsters en de mensen. Onder zijn invloed komt er ook meer technologie in het hotel, waaronder de introductie van wi-fi en smartphones. Een paar jaar later is er echter reden voor groot nieuws: Mavis is zwanger, en bevalt enkele maanden later in het hotel van een zoontje, welke Dennis wordt genoemd (of Denisovich). Dennis lijkt echter weinig tot geen vampierenkenmerken te hebben en Dracula begint te vrezen dat, ondanks zijn geloof in de kracht van het Dracula-bloed, zijn kleinzoon mogelijk geen vampier zal zijn; zelfs Mavis ontpopt zich als een moederkloek en is overbeschermend naar Dennis toe, nog meer dan Dracula was met Mavis, zoals blijkt hoe men in het hotel allerlei kindvriendelijke (naar mensenmaat) aanpassingen door begint te voeren. Ook het feit dat Mavis zowel menselijke opvoedkundige als monsterlijke pedagogische elementen voor Dennis belangrijk vindt, geeft Drac zorgen: indien Dennis voor zijn 5e verjaardag geen scherpe hoektanden krijgt, zal hij nooit een vampier zijn. Dit lijkt Wendy, een leeftijdsgenootje van Dennis en een welp van de weerwolven, totaal niet te deren, want zij is smoorverliefd op Dennis, al ervaart Mavis haar en haar broers als mogelijk te ruw voor hem.
Op een kinderfeestje verliest Dennis 1 van zijn hoektanden tot ergernis van Mavis, en komt aan het licht dat zij en Johnny overwegen het hotel, en Transsylvanië te verlaten, en Dennis op te laten groeien als mens, weg van de monsters, tot wanhoop van Dracula.
Wanneer Dracula beseft dat Johnny liever blijft, spannen ze samen en zetten een plan op: vermits Mavis en Johnny nog geen huwelijksreis hebben gehad, stelt Dracula voor door een tijdje op bezoek te gaan bij Johnny's ouders, Mike en Linda, om uit te zoeken of het wel allemaal zo goed zou aarden in Californië, terwijl "papa Drac" op Dennis  past. Johnny moet er voor te zorgen dat het allemaal niet zo goed mee zal vallen (wat niet echt moeilijk is gezien hij zelf niet echt overloopt van enthousiasme, en zijn ouders net hetzelfde doen als Dracula en de verschillen pijnlijk blootleggen tussen mensen en monsters door er extra aandacht op te vestigen); Dracula zal in de tussentijd proberen Dennis' vampierenzijde naar boven te brengen.
In Californië maakt Mavis kennis met de supermarktketen '7-11' en de wonderen van Slurpee dranken, CCTV, stuntfietsen en maakt ze zelf veel furore als ze haar vampierenvermogens met de stuntfiets combineert. Bij Johnny's ouders voelt ze zich echter minder op haar gemak, daar Linda overdreven haar best doet om Mavis' monster-zijn te benadrukken.
In Transsylvanië trekken Dracula, Dennis, Wayne, Murry, Frank en Griffin, korte tijd vergezeld door Blobby, er op uit met als doel Dennis zijn latente vampierzijde wakker te schudden. Dat loopt echter niet van een leien dakje; het spookpark is nu een wandelgebied, en Frankenstein trekt alleen maar de aandacht van joggers in plaats van ze af te schrikken. Murray moet proberen een krachtige vloek uit te spreken, en waar het aanvankelijk lijkt te werken, schiet Murray halverwege door zijn rug, en in plaats van een zandstorm produceert het enkel een hoopje zand. Frank en Dennis versieren het om op Blobby te doen lijken. Wayne faalt in het jagen en doden van een hinde, maar maakt in de plaats daarvan ruzie met een hond over een frisbee (waarna ze Blobby kwijt raken). Na een chaotisch telefoontje met Mavis komen ze uiteindelijk aan in een voormalig zomerkamp voor vampieren, waar Dracula zelf ook zijn vampiervaardigheden geleerd heeft... Maar daar is alles eveneens zo veranderd dat alles dat een vampier zijn leuk maakte vreselijk kinderachtig is geworden. De oude toren die is afgezet, omdat ie gevaarlijk is en waar Dracula als kind af werd geworpen om te leren vliegen, wordt toch gebruikt maar ook dit heeft geen effect. Tijdens een woordenwisseling, die door een van de kampgangers wordt gefilmd, stort de toren in, en vliegt het hoofdgebouw in brand.
Mavis en Johnny krijgen de video onder ogen die de kampganger heeft gemixt en op Youtube heeft gedeeld, waarna Mavis meteen naar Transsylvanië terug wil keren wanneer ze, na een telefoontje met Dracula, het ergste vreest. In een race tegen elkaar keert iedere groep terug naar het hotel, waar Mavis haar vader net te vlug af is. Woedend en teleurgesteld geeft ze haar vader te kennen dat het nu zeker is: ze zullen na Dennis zijn verjaardag verhuizen. Dennis is hier overduidelijk niet gelukkig mee en Mavis betrapt hem verwoede pogingen te doen om te transformeren, maar weet zelf niet echt goed hoe er mee om te gaan.
Op een gespannen diner, enkele dagen later, voor het feest van Dennis zijn 5e verjaardag, laat Mavis ontvallen dat ze nog een extra gast uit zal nodigen: Vlad, haar grootvader en Drac's vader. Compleet in paniek ronselt hij Johnny om het feest in allereil om te toveren tot een verkleedfeestje; Vlad weet immers niets af van Dracula's hotel, laat staan de innigere band met mensen. Bela, Vlads dienaar, vindt het allemaal maar niks en ruikt overal mensen, wat Vlad zodanig irriteert dat hij wel alleen gaat.
Op het feest lijkt alles nog goed te komen; Vlad maakt zelfs sarcastische grappen over Murray ('pratend toiletpapier, da's een nieuwe') en over het potsierlijke kapsel van Johnny ('het lijken wel mijn moeders borsten!') alvorens eindelijk zijn achterkleinzoon te zien en te vermoeden dat hij een 'laatbloeier' is. Vlad heeft zo zijn eigen ideeën over hoe hij de hoektanden kan doen verschijnen en stelt voor om Cakey, het taartetende knuffelmonster waar Dennis gek op is, te transformeren tot een monster en met het schokeffect Dennis' latente vampierengaven te laten manifesteren.
Wanneer Dracula echter merkt hoe deze methodes zelfs voor hem te ver gaan, grijpt hij in en neemt Dennis in bescherming, waarna alles aan het licht komt: de aanwezigheid van mensen in het hotel, Johnny's eigen menselijkheid en het feit dat Dracula, tegen beter weten in, toch probeerde om zijn familie aldus nog bijeen te houden. Een kletterende familieruzie ontstaat, waarbij Dracula resoluut het been stijf houdt, tegen zijn eigen vader in, en niet langer lijkt te geven om het feit dat Dennis misschien geen vampier is. Maar dan merkt iedereen plots op dat Dennis verdwenen is: samen met Wendy de wolvenwelp, verbergen ze zich in een boomhut. Daar worden ze verrast door Bela en zijn handlangers, die de aanwezigheid van mensen zeer slecht kunnen smaken. Toch heeft hun aanval een averechts effect, zeker als Wendy door Bela wordt verwond: Dennis ontsteekt in woede en daardoor komen zijn vampierenkrachten eindelijk naar boven. Kort nadien wordt Dennis bij gestaan door Mavis, Dracula en de andere monsters en mensen, die Bela's troupe weten te verjagen.
Bela zelf wordt uiteindelijk ook gestopt, en wel door Vlad zelf, die Bela tot dwergformaat verkleint, en door de welpen achterna wordt gezeten. Vlad geeft te kennen dat wat hij zag, zijn eigen ogen heeft geopend en hij accepteert de keuzes van zijn zoon en diens familie. Wanneer Dennis dan vraagt of ze nu in Transsylvanië blijven, bevestigt Mavis, tot ieders blijdschap en opluchting, dat ze niet langer verhuizen.

## Rolverdeling
Hieronder staan de stemacteurs van zowel de Amerikaanse als de Nederlandse versie van deze film.
| Personage                               | Engelstalige stem    | Nederlandstalige stem |
| --------------------------------------- | -------------------- | --------------------- |
| de vampier Graaf Dracula                | Adam Sandler         | Charly Luske          |
| de mens Jonathan Loughran               | Andy Samberg         | Ferry Doedens         |
| de vampier Mavis Dracula                | Selena Gomez         | Liza Sips             |
| de half-vampier Dennis Dracula-Loughran | Asher Chaim Blinkoff | Hidde Petiet          |
| Frank/Frankenstein                      | Kevin James          | Marcel Jonker         |
| Geert de weerwolf                       | Steve Buscemi        | Tony Neef             |
| de onzichtbare man Griffin              | David Spade          | Edward Reekers        |
| de mummie Murray                        | Keegan-Michael Key   | Fernando Halman       |
| de vampier Vlad, Dracula's vader        | Mel Brooks           | Arjan Ederveen        |
| Eunice, de bruid van Frankenstein       | Fran Drescher        | Marjolein Algera      |
| Opa Mike Loughran                       | Nick Offerman        | Leo Richardson        |
| Oma Linda Loughran                      | Megan Mullally       | Melise de Winter      |
| Jogger #2                               | Jennifer Lyter       | Pip Pellens           |
| Caren, zus van Jonathan & Jogger #1     | Melissa Sturm        | Barbara Sloesen       |
| Monstervrijwilliger & Hondeneigenaar    |                      | Colin Wijnholds       |
| Spook van de Opera                      | Jon Lovitz           | Ben Cramer            |
| Daantje / Dana                          | Dana Carvey          | Dennis van de Ven     |
| Winnie                                  | Sadie Sandler        | Manou Jue Cardoso     |
| Bela                                    | Rob Riggle           |                       |
| Kakie                                   | Chris Kattan         |                       |

## Achtergrond
In oktober 2012 maakte regisseur Genndy Tartakovsky bekend dat er plannen waren voor een vervolg op Hotel Transsylvanië. Op 9 november 2012 gaf Columbia Pictures groen licht voor de film, en werd de premièredatum vastgesteld op 25 september 2015. Op 12 maart 2014 maakte Tartakovsky bekend wederom de regie op zich te zullen nemen. Mark Mothersbaugh, de componist die ook de filmmuziek voor de eerste film had gecomponeerd, kreeg de opdracht ook de muziek voor Hotel Transsylvanië 2 te verzorgen. Daarnaast nam de Amerikaanse band Fifth Harmony het nummer "I'm in Love with a Monster" op voor de film. Dit lied is onder andere te horen in de trailer.
Tussen 25 en 27 september 2015 ging Hotel Transsylvanië 2 in 42 landen in première. Op 14 oktober 2015 had de film in Noord-Amerika reeds $123 miljoen opgebracht, en daarbuiten $90,9 miljoen.
Recensies voor de film waren matig tot licht positief. Op Rotten Tomatoes gaf 49% van de recensenten de film een goede beoordeling. Bij Metacritic kreeg de film een score van 43 punten op een schaal van 1 tot 100. Max Nicholson van IGN gaf de film een beoordeling van 6,5 op een schaal van 10, en noemde de film een verbetering ten opzichte van deel 1. Stephen Whitty van de Newark Star-Ledger was minder enthousiast. In zijn recensie vergeleek hij Hotel Transsylvanië 2 met ParaNorman en Frankenweenie, en was van mening dat Hotel Transsylvanië 2 het vooral van flauwe grappen moest hebben.